# Saint Michel d'Ouenzé
El Saint Michel d'Ouenzé es un equipo de la República del Congo que juega en la Primera División del Congo, la liga de fútbol más importante del país.

## Historia
Fue fundado en la capital Brazzaville y ha ganado el título de liga en 2 oportunidades, ambas en el siglo XXI.
A nivel internacional ha participado en 2 torneos continentales, donde su mejor participación ha sido en la Liga de Campeones de la CAF del año 2004, donde llegó a la segunda ronda.

## Palmarés
- Primera División del Congo: 2

2003, 2010

## Participación en competiciones de la CAF
| Temporada | Torneo                      | Ronda      | Club              | Casa | Visita | Global      |
| --------- | --------------------------- | ---------- | ----------------- | ---- | ------ | ----------- |
| 2004      | Liga de Campeones de la CAF | Preliminar | US Bitam          | 2-0  | 0-2    | 2-2 (5-4 p) |
| 2004      | Liga de Campeones de la CAF | 1          | Cotonsport Garoua | 1-0  | 1-4    | 2-4         |
| 2011      | Liga de Campeones de la CAF | Preliminar | Enyimba FC        | 0-1  | 0-2    | 0-3         |